# Mary Fitton
Mary Fitton, född 1578, död 1647, var hovdam hos drottning Elisabet av England.
Mary Fitton, som en tid hade ett förhållande med William Herbert, 3:e earl av Pembroke, har av flera forskare påståtts vara den "mörka dam", som omtalas i Shakespeares sonetter. Osannolikheten av detta antagande har utförligast uppvisats av lady Newdegate i Gossip from a muniment room (1897).
Mary Fitton var dotter till Sir Edward Fitton of Gawsworth och Alice Halcroft. Hon blev 1595 maid of honor (hovfröken) hos Elisabet I. Hennes far anförtrodde henne till den äldre gifta hovfunktionären Sir William Knollys, som dock i stället uppvaktade henne i hopp om att kunna gifta sig med henne efter sin makas död, något som uppmärksammades och förlöjligades vid hovet. I juni 1600 medverkade hon i en så kallad masque eller tablå på bröllopet mellan Lady Anne Russell och Henry Somerset på Blackfriars i rollen som Tillgivenheten. Vid detta tillfälle ska hon ha presenterat sig som sådan för Elisabet I, som svarade: "Tillgivenhet? Tillgivenhet är falsk!". 
Fitton hade ett förhållande med William Herbert, 3:e earl av Pembroke. När förhållandet ledde till en graviditet, fängslades Pembroke sedan han hade medgett faderskap men vägrat giftermål i februari 1601. Fitton placerades hos Lady Margaret Hawkins för att föda barnet, en son som avled strax efter födelsen, möjligen på grund av den syfilis Pembroke då sades lida av. Efter detta förvisades både Fitton och Pembroke från hovet.
Mary Fitton blev efter detta skandaliserad och hennes föräldrar tog avstånd från henne. Hon hade ett förhållande med amiral Richard Leveson, med vilken hon fick två döttrar; Leveson lämnade henne en del pengar efter sin död 1605. Hon fick därefter en son med en av Levesons kaptener, William Polwhele, som hon därefter gifte sig med. Efter makens död gifte hon om sig med kaptenen och advokaten John Lougher. 